# Vassar (Míchigan)
Vassar es una ciudad ubicada en el condado de Tuscola en el estado estadounidense de Míchigan. En el Censo de 2010 tenía una población de 2697 habitantes y una densidad poblacional de 477,01 personas por km².

## Geografía
Vassar se encuentra ubicada en las coordenadas 43°22′17″N 83°34′35″O / 43.37139, -83.57639. Según la Oficina del Censo de los Estados Unidos, Vassar tiene una superficie total de 5,65 km², de la cual 5,5 km² corresponden a tierra firme y (2,79%) 0,16 km² es agua.

## Demografía
Según el censo de 2010, había 2697 personas residiendo en Vassar. La densidad de población era de 477,01 hab./km². De los 2697 habitantes, Vassar estaba compuesto por el 87,36% blancos, el 8,79% eran afroamericanos, el 0,41% eran amerindios, el 0,15% eran asiáticos, el 0,04% eran isleños del Pacífico, el 1,08% eran de otras razas y el 2,19% pertenecían a dos o más razas. Del total de la población el 2,97% eran hispanos o latinos de cualquier raza.